# K2 Black Panther
Pour les articles homonymes, voir K2 (homonymie).
Le K2 Black Panther (hangeul : K2 '흑표' ; hanja : K2 '黒豹') est un char de combat sud-coréen fabriqué par Hyundai Rotem et destiné à remplacer le M48 Patton et suppléer le K1 au sein de l'Armée de terre sud-coréenne. Son développement commence en 1995 et il entre en service en juin 2014.

## Historique
Entre 1994 et 1995, l'Agence pour le développement de la Défense (en) (ADD) lance un programme visant à développer un nouveau char de combat, devant remplacer, au début du XXIe siècle, les chars M48K vieillissants et succéder au K1. Dans un but commercial et d'autonomie vis à vis des pays étrangers, le futur char se doit être de conception locale, utilisant très peu de composants étrangers ; le K1 ayant été conçu par la firme américaine General Dynamics sur la base des prototypes du XM-1 et utilisant également des composants allemands (moteur MTU, boîte de mécanismes ZF), français (viseur panoramique SFIM) et américains (viseur du tireur Hughes Aircraft, canon M68 de l'arsenal de Watervliet).
L'agence coréenne ADD est le maître d’œuvre national du programme et confiait à Hyundai Precision les travaux de développement et d'études. Au cours du développement, une tourelle inhabitée et un canon lisse de 140 mm sont envisagés. Les premiers prototypes de qualification et d'évaluation appelés XK2 sont construits en 2007.
Avec un coût unitaire de 8,8 millions de dollars, le K2 est en 2018 le deuxième char le plus cher du monde.
À la suite de la mise en service du T-14 Armata russe, Hyundai Rotem réfléchit à la sortie d'un blindé équivalent depuis, officiellement, octobre 2019.

## Caractéristiques techniques

### Armement

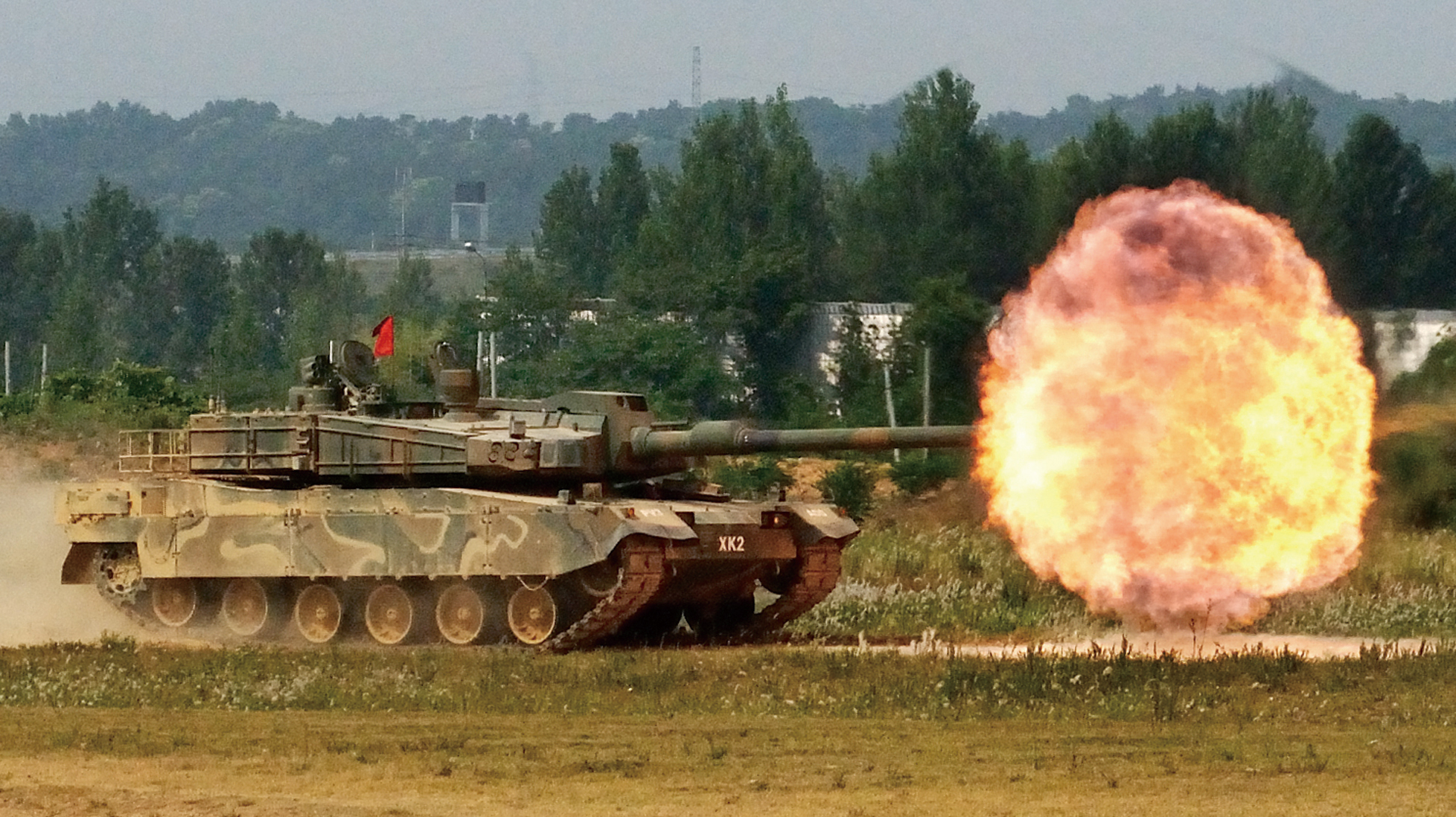
Tir du prototype XK2 en 2010.

Le K2 est armé d'un canon lisse CN08 de 120 mm possédant un tube d'une longueur de 55 calibres (L/55). Comme les canons américains M68 et M256, le CN08 possède un lien élastique concentrique mais se démarque de ces derniers par l'emploi de deux pistons hydropneumatiques à la place d'un unique ressort hélicoïdal. Produit par les firmes sud-coréennes KADD (Korean Agency for Defense Development) et World Industries Ace Corporation, le CN08 possède une culasse à coin vertical, son tube est recouvert d'un manchon anti-arcure et un miroir de volée est monté à son extrémité.
Une mitrailleuse coaxiale M60C de 7,62 mm est montée à gauche du canon, dans le masque.
Une mitrailleuse lourde K6 est montée devant la trappe du chef de char.

#### Chargement automatique et munitions
Le chargement automatique est positionné dans la nuque de tourelle, d'une contenance de seize obus, il permet d'une manière courante le rechargement du canon lors des tirs en mouvement. Le temps de redoublement (charger deux munitions du même type l'une après l'autre) est de 6 secondes.
En cas d’agression, l'explosion éventuelle des munitions est dirigée vers le haut grâce à deux panneaux anti-explosion qui sont libérés lors de l'explosion. Cela évite que l'énergie engendrée se concentre dans la tourelle et minimise fortement les effets collatéraux sur l'équipage.
Le système est un convoyeur à chaîne à seize alvéoles pouvant recevoir tous les types de munitions au standard OTAN. L'approvisionnement du convoyeur s'effectue à travers une trappe située à l'arrière de la tourelle.
Les vingt-quatre autres munitions de 120 mm sont rangées à l'avant-droite du châssis, à droite du pilote.
La gamme de munitions employée par le K2 Black Panther comporte :

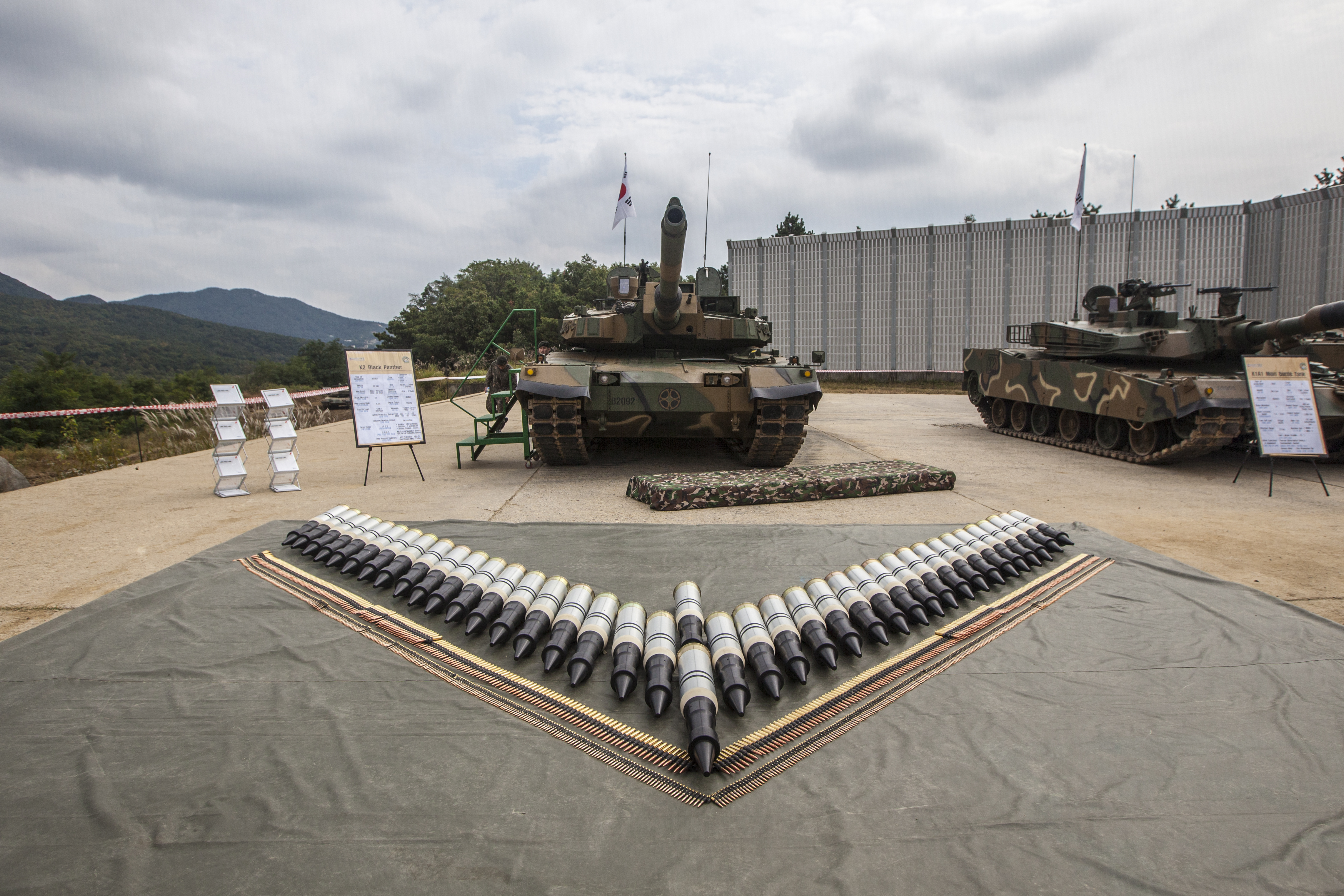
Un K2 exposé avec ses quarante obus explosifs à charge creuse à sabot détachable K280 en 2014.

- K279 : un obus-flèche dont le barreau est fait d'alliage de tungstène, sa vitesse initiale est de 1 760 m/s lorsqu'il est tiré depuis le canon du K2.
- K279 amélioré : identique au K279 à l'exception de l'emploi de poudre plus énergétique faisant passer sa vitesse initiale à 1 800 m/s.
- K280 HEAT-MP-T : un obus explosif à charge creuse à sabot détachable. Il s'agit d'une version produite sous licence de l'obus américain M830A1 dont elle conserve la capacité anti-hélicoptères.
- KSTAM-II : une munition guidée conçue par Poongsan en coopération avec la société allemande Diehl sur base de l'obus d'artillerie SMArt 155. Sa portée est comprise entre 2 000 m et 8 000 m.

### Moyens d'observation et conduite de tir
Le K2 est équipé d'un système radar à bande millimétrique, situé sur l'arc frontal de la tourelle, ainsi que les traditionnels télémètre laser et sonde aérologique. Ils sont complétés par un calculateur de conduite de tir (CCT), qui lui permet de suivre et d'engager des cibles volantes à basse altitude, de façon rapide et précise, ainsi que de détecter les projectiles tirés sur le char. Le viseur du tireur KGPS est équipé d'un système de poursuite automatique par infrarouge capable de verrouiller une cible jusqu'à une distance de 9,8 kilomètres. Ainsi les données pour la tachymétrie de la cible sont constamment mises à jour, permettant au char de tirer en mouvement sans perdre en précision. 
Le Black Panther dispose d'un système de mise à feu à retardement intégré. Ce mécanisme est composé d'un petit émetteur et d’un récepteur laser reliés à la conduite de tir. L'émetteur laser est installé au-dessus de la bouche du canon, et le récepteur se situe à la base du canon. L'obus ne peut être tiré que quand le récepteur et l’émetteur laser sont parfaitement alignés. Ce système, combiné à une stabilisation et la conduite de tir, permet d'améliorer sensiblement la capacité du char à atteindre son objectif tout en se déplaçant sur un terrain accidenté. 
Le KGPS (Korean Gunner's Primary Sight « viseur principal du tireur ») et le KCPS (Korean Commander’s Panoramic Sight « viseur panoramique du chef de char ») présents sur le Black Panther sont similaires aux systèmes de visée présents sur le K1A1. À noter que les viseurs du K2 ont cependant été modifiés pour mettre à profit les avantages des capteurs et de l’armement proposés pour le nouveau char.

### Communication et gestion du champ de bataille
Le K2 possède les caractéristiques suivantes qui contribuent à améliorer la connaissance de l'équipage de la situation sur le champ de bataille: 
- C4ISR (Computerized Command, Control, Communications)
- GPS
- IFF / SIF (Identification Friend or Foe / Selective Identification Feature) système conforme à la norme STANAG 4579. Situé sur le masque du canon, le système envoie un faisceau de 38 GHz le long du canon pour recevoir une réponse du véhicule ciblé. Si un signal réponse est renvoyé par la cible, la conduite de tir l’identifie automatiquement comme étant ami. Si la cible ne répond pas à l'identification du signal, il est alors déclaré comme hostile.
- Battle Management System (similaire au système américain IVIS (Inter-Vehicule Information System) permettant au véhicule de partager ses données avec les unités amies, y compris d'autres véhicules blindés ainsi que les hélicoptères.

### Mobilité

#### Motorisation
Les trois prototypes du K2, les XK2, étaient propulsés par des moteurs allemands MTU-883 de 1 500 ch, ils ont la particularité d'être montés transversalement dans le compartiment moteur.
Les quinze premiers chars de pré-série mis en service en juin 2014 ont été équipés du moteur coréen Doosan Infracore DV27K (depuis racheté par Hanwha Techwin et S&T Dynamics, et STX Engine) mais la mauvaise fiabilité de celui-ci a entraîné l'arrêt de la production en grande série du char. De plus, les performances n'étaient pas au rendez-vous, 10 secondes étant nécessaires pour atteindre les 32 km/h contre 8,7 s avec le moteur allemand.
Les 100 chars du premier lot produit entre 2014 et 2017 reçurent un moteur MTU MT-883 Ka-501 couplé à la transmission allemande RENK HSWL 295TM. En février 2018, la DAPA a annoncé que le deuxième lot de 106 chars aura un groupe motopropulseur « hybride » constitué du moteur coréen DV27K couplé à la transmission allemande RENK HSWL 295TM.
Un groupe auxiliaire de puissance est installé dans le déport de caisse gauche, au-dessus du barbotin, il comporte une microturbine Samsung Techwin délivrant une puissance de 100 ch (75 kW).

#### Suspension
Le train de roulement repose sur une suspension oléopneumatique,  dénommée In-arm Suspension Unit (ISU), chaque élément de suspension peut être ajusté individuellement afin de contrôler l'assiette et de la garde au sol, ce qui permet au char de se cabrer, de baisser le nez ou monter et descendre en fonction de la nature du terrain.

### Protection

#### Passive
Le K2 reprend une version similaire du blindage composite protégeant son prédécesseur, le K1 dénommée Korean Special Armor Plate (KSAP). Le blindage composite est monté à l'avant de la caisse et sur la face avant de la tourelle, y compris le masque du canon dans une moindre mesure. Pour limiter le poids et offrir une cible plus difficile, la tourelle est relativement plate (légèrement en pente douce), si bien que le toit au-dessus du canon de 120 mm a été rehaussé pour conserver un débattement correct vers le bas sans que la culasse heurte le plafond.
Le blindage latéral de la tourelle du K2 Black Panther n'est pas protégé par du blindage composite ;  à la place on trouve une mince paroi en acier ne dépassant pas les 50 mm d'épaisseur. Des coffres de rangement de lot du bord ont été installés sur toute la largeur de la tourelle.

#### Active
Sur les coins avant de la tourelle se trouvent six tubes lance-pots fumigènes (douze au total) capables de masquer le char visuellement ou encore des fumigènes VIRSS (Visual and Infra-Red Smoke Screening System) masquant le char aussi bien visuellement qu'aux infrarouges. Le déclenchement des lance-pots peut être activé manuellement ou de façon automatique grâce à quatre détecteurs d'alerte laser ou encore via deux radars à ondes millimétriques placés de chaque côté du canon.
Le K2 dispose d'un détecteur d'alerte radar (Radar Warning Receiver) ainsi que d'un système de brouillage et de déception radar.
Dans le cadre du programme PIP (Product Improvement Program), le char qui prend alors la désignation de K2 PIP reçoit une série de protections additionnelles :
- Des briques de blindage réactif explosif sont fixées sur le volet du tireur et du chef de char ainsi que sur le bosselage de la tourelle se situant juste au-dessus de la culasse du canon.
- Des caissons de blindage composite viennent se placer sur les flancs de la tourelle, devant les coffres de rangement, à la hauteur du compartiment de combat.
- Un blindage réactif explosif remplace les jupes latérales en acier sur les trois cinquièmes de la longueur.
- Un lanceur de pots fumigènes rotatif vient se placer sur le toit du chargeur automatique, à l'arrière de la tourelle.
- Deux lanceurs mobiles tirant des contre-projectiles capables de détruire une roquette en vol avant l'impact (système de protection actif de type hard-kill) sont installés derrière chaque trappe d'accès de la tourelle. Deux radars Doppler supplémentaires viennent alors s'installer latéralement accolés aux lance-pots fumigènes.

## Variantes
- K2 : modèle original en service dans l'Armée de terre de la république de Corée.
- K2 PIP : K2 recouvert de briques de surblindage réactif explosif additionnelles et équipé d'un système de protection active de type hard-kill.
- K2NO : modèle proposé à la Norvège, il est équipé du surblindage du K2 PIP, du système de protection active Trophy israélien, de drones Rohde & Schwarz, d'un tourelleau téléopéré CROWS et du système d'information terminale (SIT) produit par Kongsberg. Sa masse est de 61,5 t.
- K2PL : modèle surblindé proposé à la Pologne, il possède un châssis rallongé avec une septième paire de galets de roulement.
- K600 : projet d'engin du génie basé sur le châssis du K2.

## Utilisateurs
- Corée du Sud : 3 prototypes (390 prévus)
- Turquie : Altay (Transfert de technologie)
- Pologne : 180 K2 (début des livraisons en 2022) + 820 K2PL (début de la  production prévu en 2026). Les K2 seront modernisés au standard du K2PL.

### Futurs opérateurs
Pérou : Hyundai Rotem a annoncé le 18 octobre 2024, qu'elle avait signé un accord général avec la Fábrica de Armas y Municiones del Ejército (FAME S.A.C.) de l'armée péruvienne à Lima, au Pérou pour des chars K2 Black Panther et des K808. Cet accord vise à déterminer le volume total et l'ampleur du projet de fourniture de chars K2 avant de passer aux contrats d'exécution individuels, qui définiront les calendriers de livraison, les spécifications détaillées, la formation et les conditions de maintenance. Un contrat pour une centaine de chars est signé en novembre 2024. Les premiers arrivant le 17 mars 2025.
 Slovaquie : la Slovaquie s'est montré intéressée par le chars K2 et devrait notifier une commande à la Pologne en 2025 au plus tard.

### Offres non retenues
Norvège : Le 18 février 2023, il a été annoncé que le gouvernement norvégien avait commandé 54 nouveaux chars Leopard 2A7NO à KMW.